# Astrocaryum malybo
Astrocaryum malybo là loài thực vật có hoa thuộc họ Arecaceae. Loài này được H.Karst. mô tả khoa học đầu tiên năm 1856.